# Бранко Сурла
Бранко Сурла (Врточе, код Босанског Петровца, 22. фебруар 1922 – Мионица, 23. април 1944), учесник Народноослободилачке борбе и народни херој Југославије.

## Биографија
Родио се у селу Врточе, код Босанског Петровца, 22. фебруара 1922. године. Основну школу је завршио у родном месту, а након школе бавио се земљорадњом. За време Другог светског рата ступио је у партизане 27. јула 1941. године. Био је десетар и водник у Првој крајишкој бригади од јуна 1942. до јануара 1943. године. Од децембра 1943. постао је командат батаљона у 10. крајишкој бригади.
Већ у првим борбама Врточке чете истакао се у борбама против усташа. Рањаван је три пута. Члан КПЈ постао је 1942. године. У јануару 1943. године 1. чета 3. батаљона 1. крајишке бригаде коју је предводио као командир Брнако Сурла, код Еминоваца је уништила један немачки пук. Исти успех чета је поновила у јулу када је код Кисељака разбила немачки батаљон. Чета је забележила успехе и на Мањачи, Јајцу, Бихаћу. У нападу 1. крајишке бригаде на непријатељски аеродром у Рајловцу код Сарајева, његова чета је уништила највише авиона.
У јесен 1943. у борби на Кремни код Ужица јединице 5. дивизије НОВЈ напале су положај бугарске војске. У тој акцији убијено је око 100, а заробљено 70 непријатељских војника. Погинуо је у сукобу са Бугарима као командант батаљона 10. крајишке бригаде код села Мионица 23. априла 1944. године.
Указом председника ФНР Југославије Јосипа Броза Тита, 24. јула 1953. године, проглашен је за народног хероја.